# Crucea, Constanța
Crucea este satul de reședință al comunei cu același nume din județul Constanța, Dobrogea, România. Se află în Podișul Casimcei. În trecut s-a numit Satișchioi (în turcă Satıșköy). La recensământul din 2002 avea o populație de 1188 locuitori.
Biserica parohiei Crucea poartă hramul „Nașterea Maicii Domnului” și a fost construită între anii 1887-1889 după canoanele Bisericii Ortodoxe Răsăritene, având plan cruciform și trei turle. Pictura a fost realizată în ulei, în 1923, de pictorul Gheorghe Popescu din București, compoziția  fiind una neo-clasică cu influențe suprarealiste.